# Sistema duodecimal

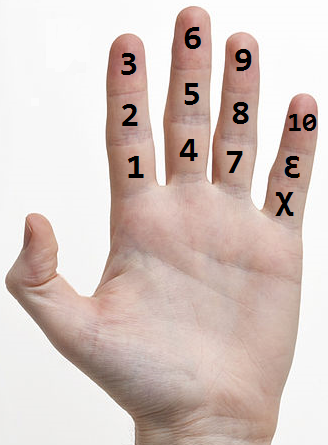
Para contar del 1 al 10 por docenas, se pueden utilizar las falanges de una sola mano, en lugar de los diez dedos.

El sistema duodecimal es un sistema de numeración de base-doce, también llamado docenal. Esto significa cada conjunto de 12 unidades de un nivel generan una unidad del siguiente nivel superior. Doce elementos forman una docena; 12 docenas, una gruesa; 12 gruesas, una unidad de cuarto nivel o gran gruesa. De modo que 3457D es igual a 3 docenas de gruesas, 4 gruesas, 5 docenas y 7 unidades. Las cifras básicas son 0, 1, 2, 3, 4, 5, 6, 7, 8, 9, A, B; todas ellas son menores que la base doce = 10 = 1 docena + 0 unidades. (A = 10; B = 11 de la base 10).
Existen sociedades en Gran Bretaña y en los EE. UU. que promocionan el uso de la base-doce, argumentando lo siguiente:
- El 12 tiene cuatro factores propios (excluidos el 1 y el propio 12), que son 2, 3, 4 y 6; mientras que el 10 solamente tiene dos factores propios: 2 y 5. Debido a esto, las multiplicaciones y divisiones en base 12 son más sencillas (ver más adelante) y, por tanto, el sistema duodecimal es más eficiente que el decimal.
- Históricamente, el 12 ha sido utilizado por muchas civilizaciones. Se cree que la observación de 12 apariciones de la Luna a lo largo de un año es el motivo por el cual el 12 es empleado de forma universal en todas las culturas. Algunos ejemplos incluyen el año de 12 meses, 12 signos zodiacales, 12 animales en la astrología china, etc.
- Debido a que el 12 es un número abundante, se emplea con profusión en las unidades de medida, por ejemplo, un pie son 12 pulgadas, una libra troy equivale a 12 onzas, una docena de artículos tiene 12 artículos, una gruesa tiene 12 docenas, etc.
- Se vende platos, cuchillos, tenedores, ollas, en la actualidad, por media docena, un cuarto de docena; igualmente los cohetes de pólvora por media gruesa, lo mismo que las luces de bengala.

En Gran Canaria (Islas Canarias), como seguramente en el resto del mundo ya que al parecer los sumerios usaban este mismo método, entre las personas del campo se utiliza la base doce por ser una base humana. Contados con una mano usando el pulgar a modo de puntero, las falanges de los restantes cuatro dedos sale la cuenta de doce, una docena, 3 falanges por 4 dedos. Usando la otra mano de multiplicador 12 x 5 = 60. O sea, con las dos manos podían contar hasta sesenta, o sus cinco docenas, las manos utilizadas como ábaco. De ahí que sean doce los meses, apóstoles, las horas del día, signos del zodiaco, etcétera. Y lo que más importante de ahí el sistema sexagesimal (base 60), y también la división de la hora en sesenta minutos y estos en sesenta segundos.

## Fracciones y números irracionales
En cualquier sistema de numeración posicional de base racional (como el decimal y el duodecimal), todas aquellas fracciones irreducibles cuyo denominador contenga factores primos distintos de los que factorizan la base, carecerán de representación finita, obteniéndose para ellas una serie infinita de dígitos de valor fraccionario (comúnmente llamados "decimales", si bien resulta absurdo emplear este término para bases distintas de la decimal). Además, esta serie infinita de dígitos presentará un período de recurrencia, dándose recurrencia pura cuando no haya ningún factor primo en común con la base, y recurrencia mixta (aquella en la que hay dígitos fraccionarios al comienzo que no forman parte del período) cuando haya al menos un factor primo en común con la base. Así pues, en base duodecimal es infinita y recurrente la representación de todas aquellas fracciones cuyo denominador contiene factores primos distintos de 2 y 3; mientras que en base decimal se da esto cuando son distintos de 2 y 5:
| Base decimal Factores primos de la base:2, 5 | Base decimal Factores primos de la base:2, 5 | Base decimal Factores primos de la base:2, 5 | Base duodecimal/docenal Factores primos de la base: 2, 3 | Base duodecimal/docenal Factores primos de la base: 2, 3 | Base duodecimal/docenal Factores primos de la base: 2, 3 |
| Fracción                                     | Factores primos del denominador              | Representación posicional                    | Representación posicional                                | Factores primos del denominador                          | Fracción                                                 |
| -------------------------------------------- | -------------------------------------------- | -------------------------------------------- | -------------------------------------------------------- | -------------------------------------------------------- | -------------------------------------------------------- |
| 1/2                                          | 2                                            | 0,5                                          | 0,6                                                      | 2                                                        | 1/2                                                      |
| 1/3                                          | 3                                            | 0,33333333...                                | 0,4                                                      | 3                                                        | 1/3                                                      |
| 1/4                                          | 2                                            | 0,25                                         | 0,3                                                      | 2                                                        | 1/4                                                      |
| 1/5                                          | 5                                            | 0,2                                          | 0,249724972497...                                        | 5                                                        | 1/5                                                      |
| 1/6                                          | 2, 3                                         | 0,166666666...                               | 0,2                                                      | 2, 3                                                     | 1/6                                                      |
| 1/7                                          | 7                                            | 0,142857142857142857...                      | 0,186A35186A35186A35...                                  | 7                                                        | 1/7                                                      |
| 1/8                                          | 2                                            | 0,125                                        | 0,16                                                     | 2                                                        | 1/8                                                      |
| 1/9                                          | 3                                            | 0,11111111...                                | 0,14                                                     | 3                                                        | 1/9                                                      |
| 1/10                                         | 2, 5                                         | 0,1                                          | 0,1249724972497...                                       | 2, 5                                                     | 1/A                                                      |
| 1/11                                         | 11                                           | 0,0909090909...                              | 0,11111111...                                            | B                                                        | 1/B                                                      |
| 1/12                                         | 2, 3                                         | 0,0833333333...                              | 0,1                                                      | 2, 3                                                     | 1/10                                                     |
| 1/13                                         | 13                                           | 0,076923076923076923...                      | 0,0B0B0B0B0B...                                          | 11                                                       | 1/11                                                     |
| 1/14                                         | 2, 7                                         | 0,0714285714285714285...                     | 0,0A35186A35186A35186...                                 | 2, 7                                                     | 1/12                                                     |
| 1/15                                         | 3, 5                                         | 0,066666666...                               | 0,0972497249724...                                       | 3, 5                                                     | 1/13                                                     |
| 1/16                                         | 2                                            | 0,0625                                       | 0,09                                                     | 2                                                        | 1/14                                                     |
| 1/17                                         | 17                                           | 0,05882352941176470588235294117647...        | 0,08579214B36429A708579214B36429A7...                    | 15                                                       | 1/15                                                     |
| 1/18                                         | 2, 3                                         | 0,055555555...                               | 0,08                                                     | 2, 3                                                     | 1/16                                                     |
| 1/19                                         | 19                                           | 0,052631578947368421052631578947368421...    | 0,076B45076B45076B45...                                  | 17                                                       | 1/17                                                     |
| 1/20                                         | 2, 5                                         | 0,05                                         | 0,0724972497249...                                       | 2, 5                                                     | 1/18                                                     |
| 1/21                                         | 3, 7                                         | 0,047619047619047619...                      | 0,06A35186A35186A3518...                                 | 3, 7                                                     | 1/19                                                     |
| 1/22                                         | 2, 11                                        | 0,04545454545...                             | 0,066666666...                                           | 2, B                                                     | 1/1A                                                     |
| 1/23                                         | 23                                           | 0,0434782608695652173913043478260869565...   | 0,0631694842106316948421...                              | 1B                                                       | 1/1B                                                     |
| 1/24                                         | 2, 3                                         | 0,04166666666...                             | 0,06                                                     | 2, 3                                                     | 1/20                                                     |
| 1/25                                         | 5                                            | 0,04                                         | 0,05915343A0B605915343A0B6...                            | 5                                                        | 1/21                                                     |
| 1/26                                         | 2, 13                                        | 0,0384615384615384615...                     | 0,056565656565...                                        | 2, 11                                                    | 1/22                                                     |
| 1/27                                         | 3                                            | 0,037037037037...                            | 0,054                                                    | 3                                                        | 1/23                                                     |
| 1/28                                         | 2, 7                                         | 0,03571428571428571428...                    | 0,05186A35186A35186A3...                                 | 2, 7                                                     | 1/24                                                     |
| 1/29                                         | 29                                           | 0,03448275862068965517241379310344827586...  | 0,04B704B704B7...                                        | 25                                                       | 1/25                                                     |
| 1/30                                         | 2, 3, 5                                      | 0,033333333...                               | 0,0497249724972...                                       | 2, 3, 5                                                  | 1/26                                                     |
| 1/31                                         | 31                                           | 0,032258064516129032258064516129...          | 0,0478AA093598166B74311B28623A550478AA...                | 27                                                       | 1/27                                                     |
| 1/32                                         | 2                                            | 0,03125                                      | 0,046                                                    | 2                                                        | 1/28                                                     |
| 1/33                                         | 3, 11                                        | 0,0303030303...                              | 0,044444444...                                           | 3, B                                                     | 1/29                                                     |
| 1/34                                         | 2, 17                                        | 0,029411764705882352941176470588235...       | 0,0429A708579214B36429A708579214B36...                   | 2, 15                                                    | 1/2A                                                     |
| 1/35                                         | 5, 7                                         | 0,0285714285714285714...                     | 0,0414559B39310414559B3931...                            | 5, 7                                                     | 1/2B                                                     |
| 1/36                                         | 2, 3                                         | 0,0277777777...                              | 0,04                                                     | 2, 3                                                     | 1/30                                                     |

Por otra parte, en cualquier sistema de numeración posicional de base racional, todo número irracional no solo carece de representación finita, sino que además su serie infinita de dígitos carece de periodo de recurrencia. A continuación se ofrecen los primeros dígitos de la representación en base duodecimal de varios de los números irracionales más importantes:
| Número irracional                                                                                       | En base decimal                          | En base duodecimal                       |
| --- | ---------------------------------------- | ---------------------------------------- |
| π (pi, la proporción entre circunferencia y diámetro)                                                   | 3,141592653589793238462643... (~ 3,1416) | 3,184809493B918664573A6211... (~ 3,1848) |
| e (la base del logaritmo natural o neperiano)                                                           | 2,718281828459... (~ 2,718)              | 2,875236069821... (~ 2,875)              |
| φ (fi, el número de oro o razón dorada)                                                                 | 1,618033988749... (~ 1,618)              | 1,74BB67728022... (~ 1,75)               |
| √2 (la longitud de la diagonal de un cuadrado unitario)                                                 | 1,414213562373... (~ 1,414)              | 1,4B79170A07B7... (~ 1,4B8)              |
| √3 (la longitud de la diagonal de un cubo unitario, o el doble de la altura de un triángulo equilátero) | 1,732050807568... (~ 1,732)              | 1,894B97BB967B... (~ 1,895)              |
| √5 (la longitud de la diagonal de un rectángulo 1×2)                                                    | 2,236067977499... (~ 2,236)              | 2,29BB13254051... (~ 2,2A)               |

Los primeros dígitos en base duodecimal de otro número destacable, la constante de Euler-Mascheroni, pero de la que por el momento se desconoce si es racional o irracional:
| Número                                                                  | En base decimal             | En base duodecimal        |
| ----------------------------------------------------------------------- | --------------------------- | ------------------------- |
| γ (la diferencia límite entre la serie armónica y el logaritmo natural) | 0,577215664901... (~ 0,577) | 0,6B15188A6758... (~ 0,7) |

## Tabla de multiplicar
| ×  | 1  | 2  | 3  | 4  | 5  | 6  | 7  | 8  | 9  | A  | B  | 10  |
| -- | -- | -- | -- | -- | -- | -- | -- | -- | -- | -- | -- | --- |
| 1  | 1  | 2  | 3  | 4  | 5  | 6  | 7  | 8  | 9  | A  | B  | 10  |
| 2  | 2  | 4  | 6  | 8  | A  | 10 | 12 | 14 | 16 | 18 | 1A | 20  |
| 3  | 3  | 6  | 9  | 10 | 13 | 16 | 19 | 20 | 23 | 26 | 29 | 30  |
| 4  | 4  | 8  | 10 | 14 | 18 | 20 | 24 | 28 | 30 | 34 | 38 | 40  |
| 5  | 5  | A  | 13 | 18 | 21 | 26 | 2B | 34 | 39 | 42 | 47 | 50  |
| 6  | 6  | 10 | 16 | 20 | 26 | 30 | 36 | 40 | 46 | 50 | 56 | 60  |
| 7  | 7  | 12 | 19 | 24 | 2B | 36 | 41 | 48 | 53 | 5A | 65 | 70  |
| 8  | 8  | 14 | 20 | 28 | 34 | 40 | 48 | 54 | 60 | 68 | 74 | 80  |
| 9  | 9  | 16 | 23 | 30 | 39 | 46 | 53 | 60 | 69 | 76 | 83 | 90  |
| A  | A  | 18 | 26 | 34 | 42 | 50 | 5A | 68 | 76 | 84 | 92 | A0  |
| B  | B  | 1A | 29 | 38 | 47 | 56 | 65 | 74 | 83 | 92 | A1 | B0  |
| 10 | 10 | 20 | 30 | 40 | 50 | 60 | 70 | 80 | 90 | A0 | B0 | 100 |

## Búsqueda de números primos
En base 12, un número primo solo puede acabar en 1, 5, 7 o B (con las únicas excepciones de los números primos 2 y 3). Las ocho posibilidades restantes generan siempre números compuestos:
Detección de múltiplos
- Los numerales que terminan en 0, 2, 4, 6, 8 y A son múltiplos de dos
- De estos, los que  rematan en 0, 4 y 8 son además divisibles por  cuatro
- Los numerales acabados en 0, 3, 6 y 9 son múltiplos de tres
- De estos, los terminados en 0 y 6 son también múltiplos de seis
- De todos los anteriores, los que concluyen en 0 son por su lado, múltiplos de doce.
- Sea el número N = xyz...w en base 12, si la suma cifral x + y + z + ... + w = 11 o múltiplo de 11, el número N es divisible por 11 = B ( propiedad similar de 9, en base 10). Ejemplo 542D
- De igual modo, funciona el criterio de la diferencia de cifras de orden par menos las de orden impar, para detectar si un número en base 12 es múltiplo de 11D = 13.[2]
- Si un numeral N de base 12 termina en 2 ceros o bien las dos últimas cifras como numeral duodecimal es múltiplo de 8, entonces N es divisible por 8; ejms: 3514, 4934.
- Cuando un numeral K de base 12, remata en 2 ceros o el numeral formado por las 2 últimas cifras duodecimales es múltiplo de 9, entonces K es múltiplo de 9. Ejm: 4A23, 7B16.
- El numeral duodecimal N es múltiplo de 16 si remata en 2 ceros o bien las dos últimas cifras forman un múltiplo duodecimal de 16. Ejm: 2928, BA30.[3]

Naturales primos en notaciones decimal y duodecimal
A continuación se lista la serie de números primos (hasta aquellos de menos tres dígitos) en base duodecimal:
| En base duodecimal | 2 | 3 | 5 | 7 | B  | 11 | 15 | 17 | 1B | 25 | 27 | 31 | 35 | 37 | 3B | 45 | 4B | 51 | 57 | 5B | 61 | 67 | 6B | 75 | 81 | 85  | 87  | 8B  | 91  | 95  | A7  | AB  | B5  | B7  | ... |
| En base decimal    | 2 | 3 | 5 | 7 | 11 | 13 | 17 | 19 | 23 | 29 | 31 | 37 | 41 | 43 | 47 | 53 | 59 | 61 | 67 | 71 | 73 | 79 | 83 | 89 | 97 | 101 | 103 | 107 | 109 | 113 | 127 | 131 | 137 | 139 | ... |